# Xenohammus nigromaculatus
Xenohammus nigromaculatus är en skalbaggsart som först beskrevs av Maurice Pic 1926.  Xenohammus nigromaculatus ingår i släktet Xenohammus och familjen långhorningar. Inga underarter finns listade i Catalogue of Life.